# DJ Rush
DJ Rush, pseudonimo di Isaiah Major (Chicago, 9 gennaio 1970), è un disc jockey, musicista e produttore discografico statunitense di musica techno.
Cresciuto nella scena elettro di Chicago, Rush gira i dischi nei locali più famosi della città, e contemporaneamente inizia a scrivere musica propria nella sua camera da letto.
Nel 1991 pubblica il suo primo singolo, Knee Deep, per la Trax Records.